# HD 101570
HD 101570 é uma estrela na constelação de Centaurus. Tem uma magnitude aparente visual de 4,92, sendo visível a olho nu em locais sem muita poluição luminosa. Com base em medições de paralaxe pelo satélite Gaia, está localizada a aproximadamente 1100 anos-luz (340 parsecs) da Terra.
Esta é uma estrela evoluída classificada como uma supergigante de classe G com um tipo espectral de G3Ib. Seu diâmetro angular é estimado em 1,6 milissegundos de arco, o que, à distância da estrela, corresponde a um raio 59 vezes superior ao raio solar. HD 101570 está brilhando com 890 vezes a luminosidade solar e tem uma temperatura efetiva de 4 570 K. Não possui estrelas companheiras conhecidas.
HD 101570 tem uma velocidade de rotação projetada anormalmente alta de 21,4 km/s. Um estudo de estrelas semelhantes mostrou que um grande número de estrelas evoluídas de rotação rápida, incluindo HD 101570, emite excesso de luminosidade infravermelha, o que é indício da existência de um disco de detritos circunstelar. O mecanismo que origina a alta taxa de rotação e presumivelmente a poeira circunstelar é desconhecido.